# Yttre Oldsjön
Yttre Oldsjön är en sjö i Krokoms kommun i Jämtland och ingår i Indalsälvens huvudavrinningsområde. Sjön är 11 meter djup, har en yta på 3,46 kvadratkilometer och befinner sig 334,9 meter över havet.

## Delavrinningsområde
Yttre Oldsjön ingår i det delavrinningsområde (706670-139270) som SMHI kallar för Utloppet av Yttre Oldsjön. Medelhöjden är 390 meter över havet och ytan är 29,85 kvadratkilometer. Räknas de 113 avrinningsområdena uppströms in blir den ackumulerade arean 775,1 kvadratkilometer. Långan (Storån) som avvattnar avrinningsområdet har biflödesordning 2, vilket innebär att vattnet flödar genom totalt 2 vattendrag innan det når havet efter 274 kilometer. Avrinningsområdet består mestadels av skog (70 procent). Avrinningsområdet har 3,6 kvadratkilometer vattenytor vilket ger det en sjöprocent på 12,1 procent.